# M/T Vulcanus

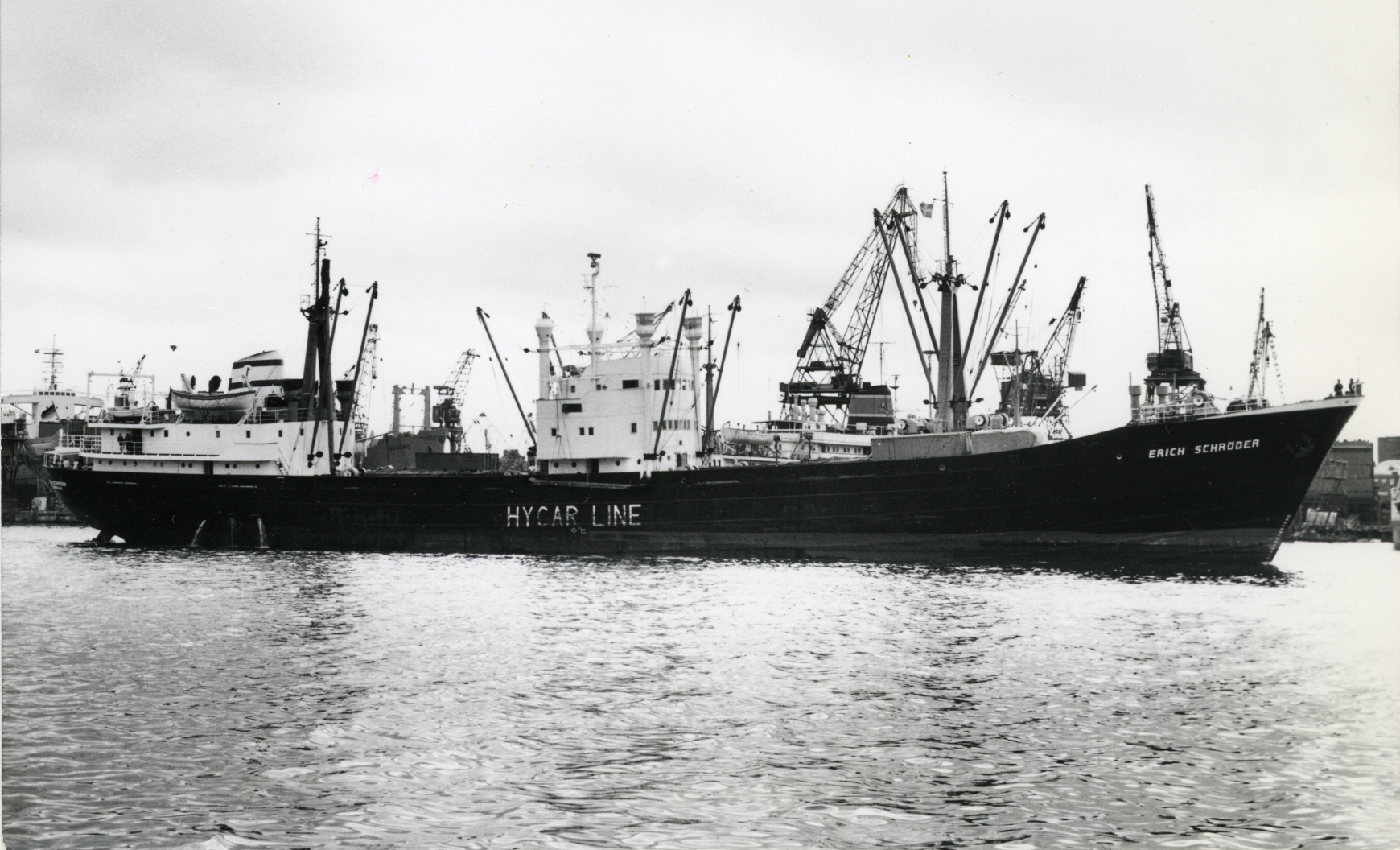
Le Erich Schröder en 1969

Le M/T Vulcanus, aussi connu sous le nom de Vulcanus I, Oragreen, Kotrando, ou également Erich Schröder, est un cargo mis en service à partir de 1956 qui fut utilisé de 1972 à 1990 comme bateau incinérateur et plus tard comme pétrolier.

## Histoire

### Lancement et utilisation comme cargo
En 1955, la compagnie maritime Richard Schröder, à Hambourg, ordonne la construction d'un navire-cargo sur le chantier naval de Norderwerft Köser & Meyer, également de Hambourg. Construit sous le numéro de coque 818, le navire fut lancé le 10 novembre 1955, connu alors comme le Erich Schröder. Après plusieurs essais en mer ayant débuté le 29 décembre 1955, le navire fut livré aux propriétaires le 17 janvier 1956. Il y fut construit la superstructure, triple, à l'avant, avec la salle des machines à l'arrière et le pont au milieu du navire. Il était équipé de trois panneaux de chargement, l'équipement de chargement composé d'un derrick de 25 tonnes et de dix derricks de 5 tonnes. En août 1962, le navire fut transféré à la Richard Schröder K. G., la société d'expédition, et vendu en février 1972 à la Ocean Combustion Service N. V. à Rotterdam.

### Usage comme bateau incinérateur
À compter du 11 février 1972, le nouveau propriétaire avait décidé de convertir le cargo en incinérateur de déchets de navire au chantier naval de Rotterdam K. A. van Brink. Plusieurs réservoirs pour le transport des déchets ont été ajoutés, en plus de deux incinérateurs situés à l'arrière, où les déchets étaient brûlés à des températures comprises entre 1 300 et 1 400 °C,. Le 15 septembre 1972, le chantier naval livre le formulaire de navire à la Vulcanus Shipping Pte. Ltd. à Singapour, qui le met en service sous l'appellation du Vulcanus. Le navire était cependant toujours géré par l'Ocean Combustion Service ; il fut exploité par la Hansa Steamship Company de Brême (Ocean Combustion Service et Vulcanus Shipping étant tous deux des filiales de Hansa),. Il était alors capable d'incinérer 400 à 500 tonnes de déchets par jour, soit environ 100 000 tonnes par an. Le navire agissait principalement en Mer du Nord, au large de Rotterdam ; en 1980, d'autres navires incinérateurs étaient dans le même temps en train de brûler ce qui était estimé à 80 000 tonnes de déchets, notamment de la TCDD, en Mer du Nord, mais ont également été actifs sur d'autres lieux. Par exemple, en 1974, la compagnie pétrolière Shell Oil demanda que les déchets de liquide chlorés des hydrocarbures provenant de sa filiale Shell Chemical dans le Golfe du Mexique, soient brûlés, et en 1977 le Vulcanus fut envoyé dans le Pacifique Sud pour brûler plus de 8 millions de litres d'Agent orange non utilisés lors de la Guerre du Vietnam, dans le cadre de l'Opération Pacer HO.
 (juin 2016).
Le contenu est difficilement compréhensible vu les erreurs de traduction, qui sont peut-être dues à l'utilisation d'un logiciel de traduction automatique.
Le 18 août 1980, après la faillite du groupe Hansa, le Vulcanus continua malgré tout à fonctionner jusqu'en 1983, lorsqu'il fut remanié à la Jurong Shipyard à Singapour et équipé avec un tout nouveau gaillard d'avant pour le transport de déchets chimiques. Le 4 mai 1983, le vieux gaillard fut mis au rebut au Lien Ho Hsing Steel Entreprise Company à Kaohsiung. Une fois reconstruit, le navire a été de nouveau mis en service comme incinérateur de déchets de navire sous le nom de Vulcanus I. Début 1988, la Waste Management, Inc., qui l'avait acheté et ensuite exploité avec un autre navire incinérateur nommé Vulcain II, avait retiré une demande de longue date pour fournir des incinérations offshore de déchets toxiques sur le marché américain. La montée des protestations d'organisations environnementales conduisit à la décision de la Troisième Conférence Internationale sur la Protection de la Mer du Nord en 1990 d'interdire l'incinération des déchets dans la Mer du Nord après le 31 décembre 1991. La décision fut ratifiée le 23 juin 1990 par la Commission OSPAR. Le Vulcanus I fut ensuite vendu cette année là à la compagnie maritime danoise M. H. Simonsen A. p.S., à Svendborg.

### Carrière et utilisation ultérieures
En 1990, Simonsen avait enregistré le bateau avec Simonsen Tankers Ltd. à Nassau, aux Bahamas, comme étant le Oragreen, et l'avait transformé en un navire d'avitaillement pétrolier. Il était alors resté avec Simonsen jusqu'au 3 mai 2004, dès lors transféré à Dakar, au Sénégal, à la société nigérienne de transport Kotram Nigeria Ltd. de Apapa. Il y est opérationnel depuis 2009 sous le nom de Kotrando.